# ジェミニ4号
ジェミニ4号 (Gemini IV)はアメリカ合衆国の有人宇宙飛行であるジェミニ計画で打ち上げられた宇宙船およびその宇宙飛行計画。ジェミニ宇宙船としては4番目のものであり、1965年6月3日に打ち上げられた。アメリカでははじめて宇宙遊泳が行われた。

## 概要
ジェミニ4号は、ジェミニ3号に続く宇宙飛行であり、アメリカ合衆国のものでは初めて、宇宙遊泳及び複数日に渡る宇宙滞在を目的にしていた。さらには、タイタンII GLVロケット第二段とのランデブー飛行も含まれていた。これらは月飛行計画の技術開発の意味合いもあった。ジェミニ4号のためにヒューストンに新しい管制センターが設けられ、長期滞在のために管制官が三交代勤務を行なった。
打上げは1965年6月3日15:15:59UTCにケープカナベラル空軍基地LC-19発射台より行なわれた。打上げの様子はヨーロッパへも通信衛星でもって、映像中継された。打上げは順調に行き、近地点162.3km、遠地点282.1kmの軌道に投入された。
軌道上でのランデブー試験は、タイタンII GLVロケット第二段を標的に行なわれた。宇宙空間では、目視による距離が掴みづらく軌道姿勢制御システム(OAMS)を用いた接近操作は難渋し、結局ランデブーはあきらめられた。

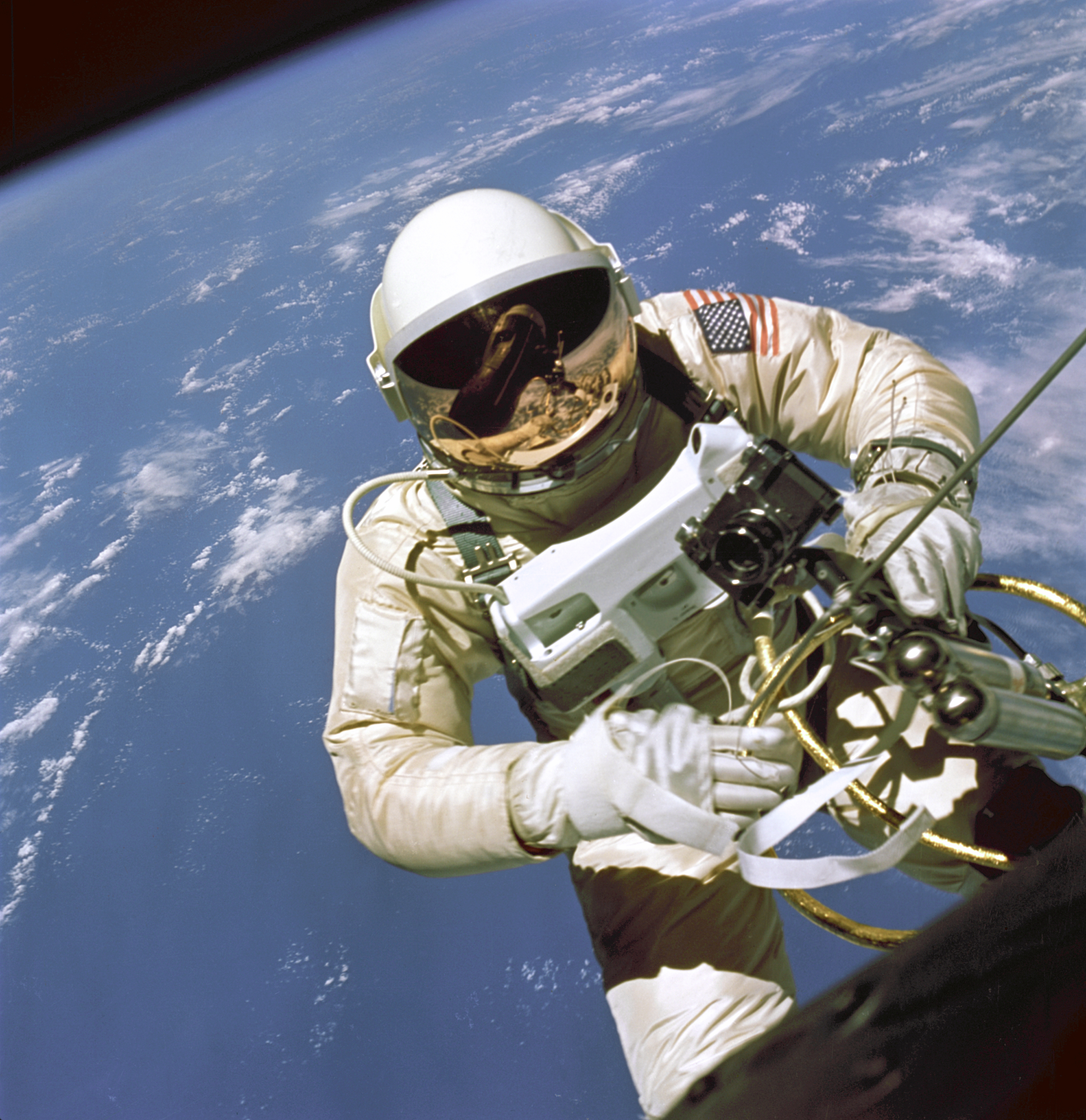
ホワイトによる宇宙遊泳

ランデブー試験に続いて、宇宙遊泳の準備が行なわれた。当初計画では軌道周回2週目に行なわれる予定であったが、ランデブー試験の疲れもあり、第3周目に延期された。キャビンの減圧の後、命綱を付け宇宙銃を持ったエドワード・ホワイトが船外に出た。宇宙船より約5m離れて、いくつかの運動を行なった。15分40秒後に彼は船内に戻った。ハッチの開閉に難があったため、2度目の宇宙遊泳は行なわれなかった。
ジェミニ4号では11個の試験・実験が行われた。実験D-8では5機の線量計を用いて放射線測定が行なわれ、南大西洋異常帯が詳しく調べられた。実験D-9では六分儀を用いた航法が試みられた。実験5-5および5-6は地球の写真を撮影し、気象および地表の測定に用いた。実験M-3とM-4は医学的実験であり、ゴムひもを用いた運動や心音測定が行なわれた。
実験MSC-1では宇宙船の静電荷測定が行なわれ、MSC2では電子-陽電子の観測、MSC3では三軸磁力系観測、MSC10では地球縁辺部の写真撮影（赤青二色による）を行なった。
軌道周回48週目にIBM製のコンピュータが故障したために、大気圏再突入時の姿勢制御が困難となり、部分的に揚力を用いた制御性の高い再突入は放棄された。宇宙船の揚力発生を抑えるために、ロール回転(rolling)を行いつつ、再突入を実施している。高度3,230mで主パラシュートが開傘、フロリダ半島沖の大西洋上に着水した。飛行時間は4日を越え、アメリカ合衆国の宇宙飛行では最も長いものとなった。乗員はヘリコプターにより航空母艦ワスプへ回収された。アメリカ国防総省もジェミニ4号の支援についており、人員10,249名と航空機134機、艦艇26隻が投入された。

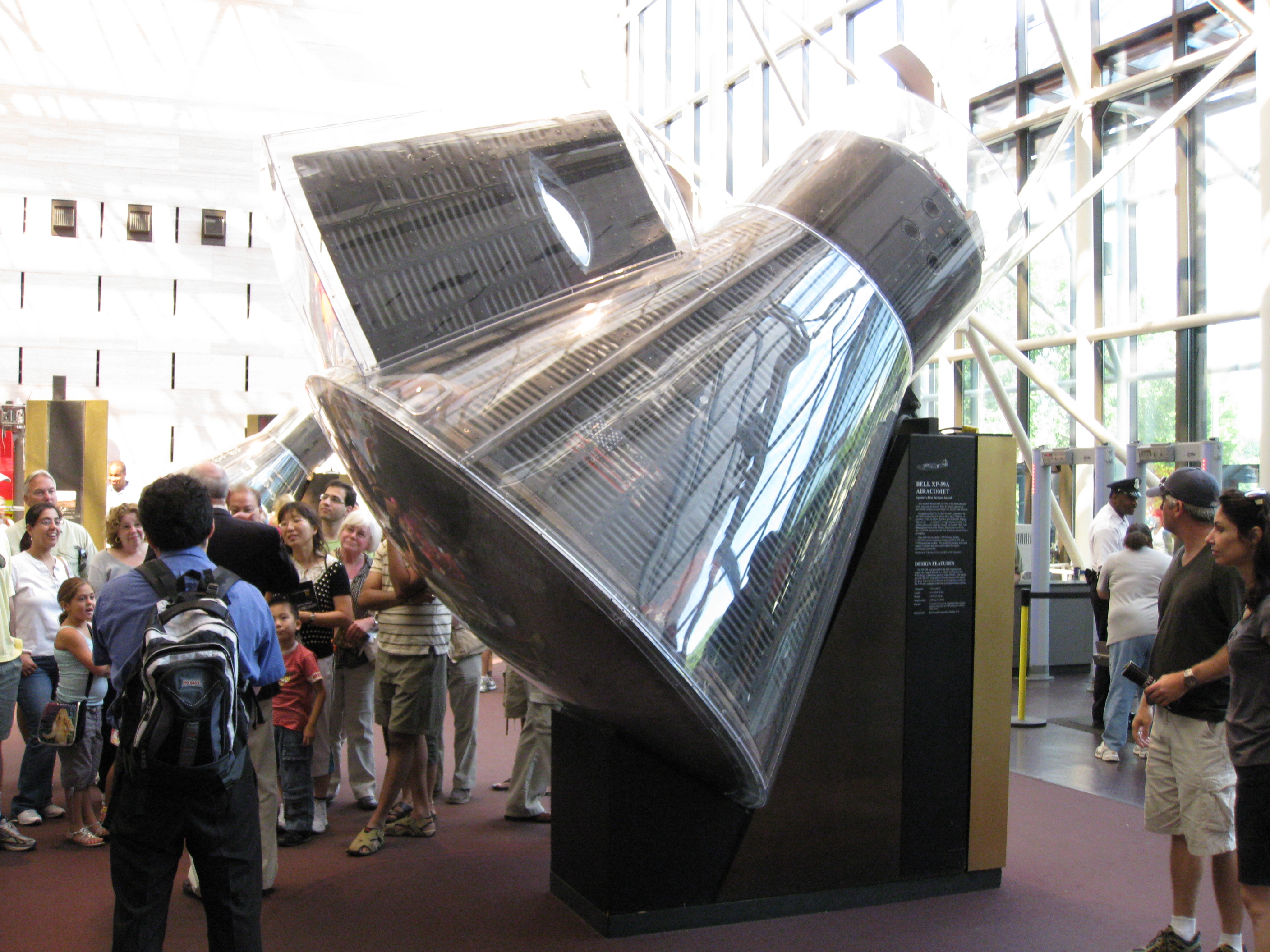
ワシントンD.C.の国立航空宇宙博物館に展示されているジェミニ4号

ジェミニ4号はワシントンD.C.の国立航空宇宙博物館に保管展示されている。

## 搭乗員
- 船長：ジェームズ・マクディヴィット(1929〜)
- パイロット：エドワード・ホワイト

### 予備搭乗員
- 船長：フランク・ボーマン
- パイロット：ジム・ラヴェル